# Acqua dolce

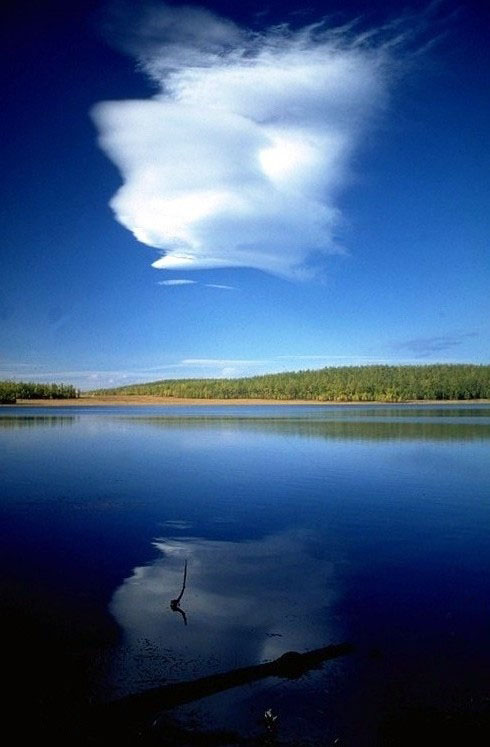
Il lago Hövsgöl, in Mongolia

Il termine acqua dolce indica geograficamente genericamente ogni tipo di corso d'acqua interno, derivato più o meno direttamente dallo scioglimento dei ghiacciai e/o dall'acqua piovana. La definizione esclude quindi tutte le acque marine e lagunari, definite salate e salmastre e caratterizzate da una salinità relativamente alta.
A livello vitale l'acqua dolce è indispensabile alla vita degli animali per dissetarsi, inoltre all'uomo è indispensabile per l'irrigazione in agricoltura e per l'allevamento del bestiame.

## Origini delle acque dolci
La fonte unica di tutte le acque dolci sono le precipitazioni atmosferiche, nelle varie forme di pioggia, neve, grandine, nebbia e così via. Queste possono concorrere a formare i sistemi di acque interne direttamente, oppure permanere in forma solida, dove le condizioni climatiche lo permettano, formando nevi e ghiacciai che si sciolgono per effetto delle variazioni di temperatura stagionali. Questo fenomeno permette, in molte zone del Pianeta, un rifornimento continuo di acque dolci. Un fattore fondamentale nell'ecologia di tali aree, che andrebbero altrimenti incontro a desertificazione più o meno parziale nei periodi estivi.
Enormi quantità di acqua dolce permangono in forma di ghiaccio nelle calotte polari, localizzate ai poli nord e sud. Va rilevato però che, nel caso della calotta polare artica, l'acqua dolce che la costituisce non deriva in massima parte dalle precipitazioni, bensì sia acqua di origine marina andata incontro ad un processo di desalinizzazione a seguito del congelamento.
Infine, una frazione veramente minima dell'acqua dolce presente sulla superficie della terra deriva da fenomeni eruttivi, come emissioni vulcaniche.

## Composizione chimica
Per definizione, le acque dolci contengono meno di 500 parti per milione (ppm) di sali disciolti. Il seguente schema ricapitola le salinità percentuali che definiscono i vari tipi di acque
| Salinità dell'acqua | Salinità dell'acqua | Salinità dell'acqua | Salinità dell'acqua |
| Acqua dolce         | Acqua salmastra     | Acqua salata        | Salamoia            |
| < 0,05%             | 0,05-3%             | 3-5%                | > 5%                |
| < 500 ppm           | 500-30.000 ppm      | 30.000 - 50.000 ppm | > 50.000 ppm        |
| ------------------- | ------------------- | ------------------- | ------------------- |

All'interno di questo ambito, comunque, i livelli di salinità e la composizione chimica relativi ad acque in zone diverse del globo può variare molto, così come tale composizione può variare nel tempo in una stessa zona. Le precipitazioni, da cui le acque dolci originano, portano al suolo diversi materiali presenti nell'atmosfera, così come elementi provenienti dalle masse di acqua marina da cui le nubi si sono formate, o dalle regioni che queste hanno attraversato. Un fenomeno limite è quello delle piogge acide, dovuto alla presenza nelle nubi che originano le precipitazioni di solfuri e composti azotati, derivati dalle attività industriali.
Nelle zone costiere, le precipitazioni possono contenere elevati livelli di salinità, qualora le condizioni atmosferiche, ad esempio il vento, abbiano portato nell'atmosfera delle gocce di acqua marina nebulizzata, che poi ricadono a terra come pioggia. Precipitazioni di questo tipo possono contenere livelli elevati di sodio, magnesio, solfati e cloruri oltre che tracce di numerosi altri elementi.
Nei terreni desertici, o comunque con suoli secchi e polverosi, il vento può portare in quota sabbia e polvere che, concorrendo a formare le nubi, vengono trasportate lontano insieme ad esse per poi ricadere sotto forma di precipitazioni, originando il fenomeno noto come "piogge di sabbia". A causa dei potenti venti in quota, queste possono avvenire in regioni molto lontane dalla zona d'origine, esempi tipici sono le "piogge di sabbia" che avvengono in Europa o Sud America a causa di nuvole provenienti dal Sahara, e possono portare le acque dolci di tali regioni ad avere livelli elevati di elementi quali ferro ed altri minerali.

## Distribuzione delle acque dolci
da 50 000 a 605 000 m³;
      da 15 000 a 50 000 m³;
      da 5 000 a 15 000 m³;
      da 2 500 a 5 000 m³;
      da 1 700 a 2 500 m³;
      da 1 000 a 1 700 m³;
      da 0 a 1 000 m³

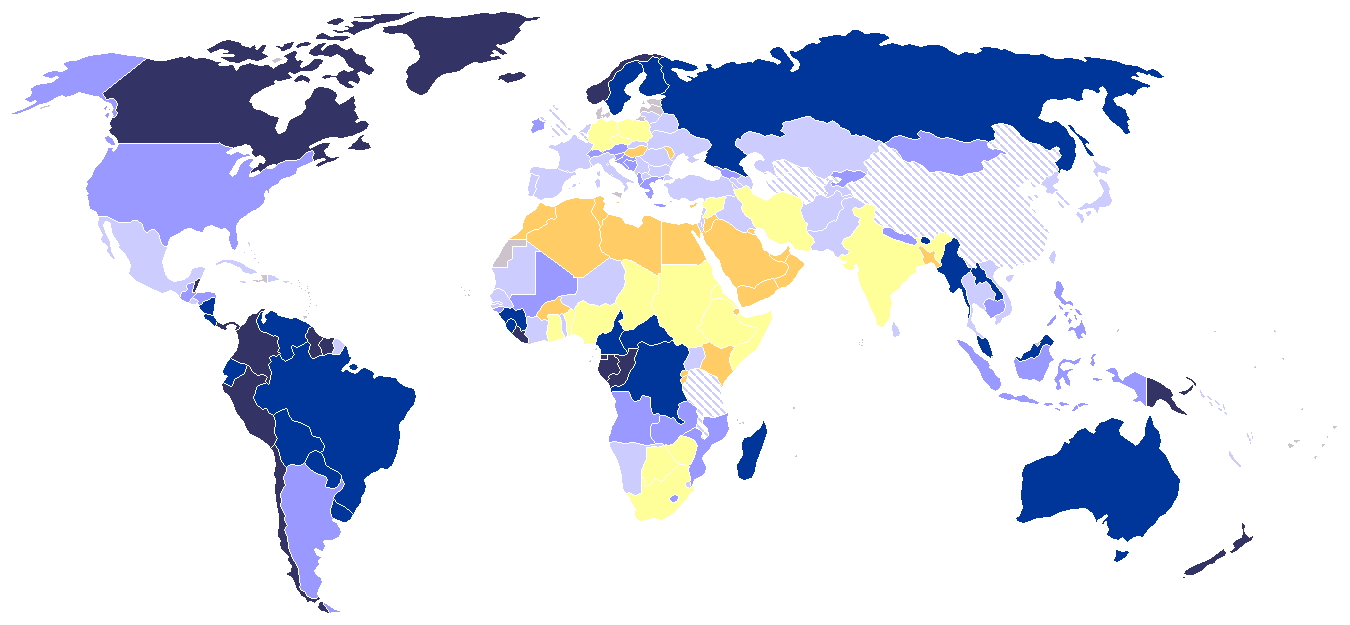
Disponibilità dell'acqua dolce, in m³ per persona all'anno, all'inizio del 2000
da 50 000 a 605 000 m³;
da 15 000 a 50 000 m³;
da 5 000 a 15 000 m³;
da 2 500 a 5 000 m³;
da 1 700 a 2 500 m³;
da 1 000 a 1 700 m³;
da 0 a 1 000 m³

Solo il 3% di tutta l'acqua presente sulla superficie della Terra è dolce, e più dei due terzi di questa percentuale si trova in forma solida nei ghiacciai. Dell'acqua liquida presente sulla superficie terrestre, gran parte costituisce i grandi bacini lacustri, come i Grandi Laghi nordamericani o il lago Baikal in Russia, che trattengono lo 0,26% delle acque dolci totali, e le paludi, che ne costituiscono il 0,03%. A causa della loro estensione ridotta rispetto ai precedenti, i sistemi fluviali e le falde acquifere sotterranee costituiscono una percentuale relativamente limitata delle acque dolci totali, lo 0,006%. L'atmosfera, infine, contiene lo 0,04% delle acque dolci totali.
Le acque dolci non sono distribuite uniformemente sulla superficie terrestre, essendo abbondanti in alcune regioni geografiche e pressoché assenti in altre. Queste variazioni dipendono dal terreno, dal clima (che a sua volta dipende in gran parte dalla latitudine), dalla temperatura, dai livelli di precipitazioni e via dicendo. Tutte queste variabili portano alla presenza di aree in cui le acque dolci sono estremamente scarse, come nelle regioni desertiche, e aree in cui invece la scarsità di acqua non si verifica quasi mai, come in molte regioni temperate e nelle foreste pluviali.

## Ecologia delle acque dolci

### L'acqua dolce come ecosistema
Da un punto di vista ecologico, le acque dolci formano habitat raggruppabili in due grandi ecosistemi: gli ecosistemi lotici, che comprendono le acque in movimento, quindi quelle di fiumi, ruscelli, nonché le acque sotterranee che scorrono nelle falde acquifere, e gli ecosistemi lentici, costituiti da acque ferme e dunque da laghi, paludi, stagni, torbiere etc.

### La vita in acqua dolce

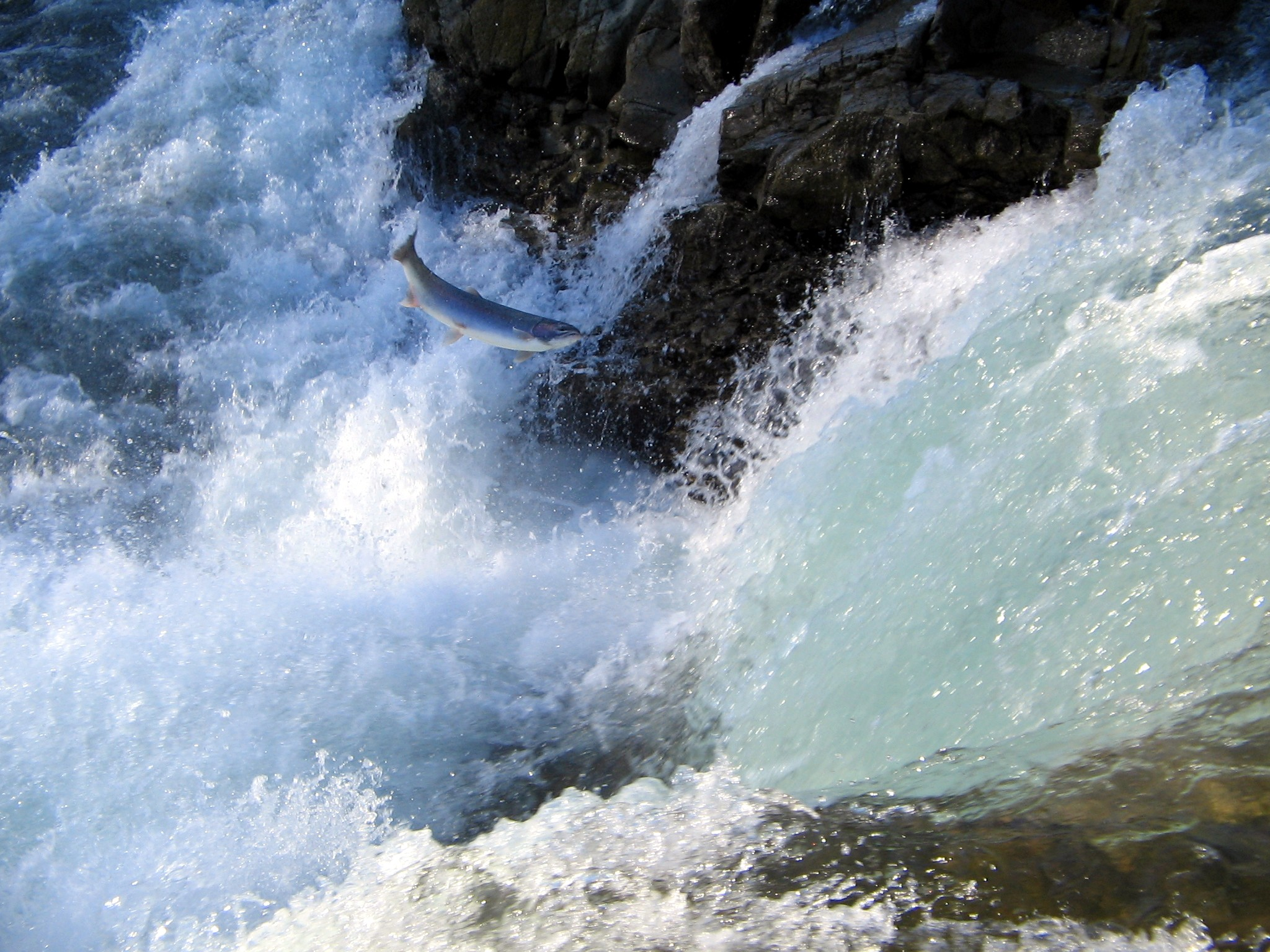
I salmoni, come altri pesci migratori, sanno adattare il loro organismo alle condizioni saline dell'acqua dolce e di quella salata

Le acque dolci creano un ambiente ipotonico rispetto ai tessuti degli organismi viventi; una cellula vivente posta in tali condizioni assorbirebbe eccessive quantità di acqua attraverso il suo plasmalemma e si rigonfierebbe fino a lacerarsi o esplodere. Per questo motivo, gli animali acquatici adattatisi a vivere in acqua dolce hanno evoluto sistemi per liberarsi dell'acqua in eccesso, espellendone almeno tanta quanta ne viene assorbita. I protozoi ed altri organismi unicellulari utilizzano a questo scopo vacuoli contrattili, ma animali più complessi come i pesci d'acqua dolce possiedono organi appositi, quali nefroni e reni in grado di filtrare selettivamente il sangue ed espellere l'acqua in eccesso, insieme a sostanze di rifiuto quali composti azotati o anidride carbonica.
Questo sistema viene utilizzato anche da molti organismi terrestri, quali i mammiferi, per espellere l'acqua in eccesso assunta con la dieta.

### L'acqua dolce come fattore ecologico
L'acqua dolce è fondamentale per la sopravvivenza di tutti gli ecosistemi terrestri. La maggior parte degli organismi terrestri, fra cui i mammiferi, e la quasi totalità delle piante vascolari necessitano di acqua dolce per svolgere le funzioni fisiologiche, essendo impossibilitati ad utilizzare l'acqua salata a causa di problemi osmotici. Alcuni piccoli mammiferi come molti roditori ed altri animali riescono ad ottenere l'acqua necessaria per via metabolica, attraverso la digestione di piante e semi di cui si nutrono, ma la maggior parte degli animali deve avere accesso regolare ad una fonte di acqua dolce per sopravvivere.
Le acque dolci rappresentano perciò uno dei più importanti fattori ecologici; in ambiente terrestre essa costituisce in effetti il principale limitante per determinare la sopravvivenza di un determinato organismo in un particolare habitat.
L'evoluzione di metodi per ottimizzare gli scambi osmotici con l'ambiente esterno, per conservare la maggiore quantità di acqua possibile ed evitare l'essiccamento, ha guidato tutta l'evoluzione dei viventi una volta che questi hanno abbandonato i mari per colonizzare gli ambienti terrestri.
L'acqua dolce è importante anche per le attività umane in quanto, oltre ovviamente ad essere fondamentale per la sopravvivenza dell'uomo stesso, la sua presenza o assenza condiziona attività produttive fondamentali quali l'agricoltura e l'allevamento, nonché molti tipi di industria. Per contro, le stesse attività umane possono portare ad inquinamento dei corsi d'acqua, o compromettere il ciclo idrologico portando in definitiva ad una diminuzione dell'acqua dolce disponibile, con conseguenti danni per gli ecosistemi che da essa dipendono.

### Picco dell'acqua
Il picco dell'acqua è un concetto che sottolinea i crescenti vincoli su disponibilità, qualità e uso delle risorse di acqua dolce.
Il picco dell'acqua è definito in un articolo revisionato del 2010 in 'Proceedings of the National Academy of Sciences' di Peter Gleick e Meena Palaniappan.
Lester R. Brown presidente dell'Earth Policy Institute nel 2013 ha scritto che nonostante già ci fosse una vasta letteratura in merito al picco del petrolio, questo è un picco che è "la vera minaccia al nostro futuro"; è stata pubblicata una stima in agosto 2011 sullo 'Stockholm International Water Institute's journal'. Gran parte dell'acqua del mondo è in falde sotterranee e in laghi, quindi paragonabile ad una risorsa finita.
Il termine 'Picco dell'acqua' accende dibattiti simili a quelli del 'picco del petrolio'. Nel 2012 il New York Times ha scelto 'picco dell'acqua' (peak water) come una delle 33 parole dell'anno.
Ci sono preoccupazioni per l'imminente picco dell'acqua in varie aree del mondo:
- Picco dell'acqua rinnovabile, dove tutti i corsi d'acqua rinnovabili sono impiegati per il consumo umano;
- Picco dell'acqua fossile dove dalle falde sotterranee viene estratta più acqua di quella che naturalmente le ricarica o dove l'acqua di falda è inquinata, questa situazione è simile al caso petrolifero;
- Picco dell'acqua ecologica, dove i vincoli ambientali ed ecologici sono schiacciati dai benefici procurati dall'uso umano.

Nel 2013 si calcolava che, se fosse continuato l'andamento, per il 2025 1,8 miliardi di persone vivranno in condizione di assoluta carenza d'acqua e due terzi del mondo saranno sottoposti a stress idrico. In ultima analisi, il picco dell'acqua non riguarda il rimanere a corto di acqua dolce, ma il raggiungere limiti fisici, economici e ambientali per soddisfare le esigenze umane di acqua e la conseguente diminuzione della disponibilità di acqua e del suo utilizzo.